# Cyathodes
Cyathodes  (лат.) — род растений семейства Вересковые.

## Ареал
Виды Cyathodes glauca и Cyathodes petiolaris встречаются в Австралии. Некоторые виды встречаются в Новой Зеландии.

## Биологическое описание
Вечнозелёные кустарники. Отличительная особенность рода — пятерной глубоко разрезанный чашелистик.

## Виды
Род включает в себя следующие виды:
- Cyathodes dealbata R.Br.
- Cyathodes glauca Labill.
- Cyathodes petiolaris (DC.) Druce
- Cyathodes platystoma C.M.Weiller
- Cyathodes straminea R.Br.